# Tchicaya U Tam’si
Tchicaya U Tam’si (geboren 25. August 1931 in Mpili, Kouilou, heute Republik Kongo; gestorben 22. April 1988 in Bazancourt bei Beauvais) war ein kongolesischer Schriftsteller. Sein bürgerlicher Name ist Gérald-Félix Tchicaya. Sein Pseudonym stammt aus der Sprache der Bavili (Loango) und bedeutet Kleines Blatt, das für sein Land spricht.

## Leben
Seine Kindheit verbrachte Tchicaya im Kongo, wo er in Pointe-Noire eine Schule besuchte. 1946 ging er nach Paris, wo sein Vater Jean Felix Tchicaya (1903–1961) als Diplomat tätig war. Er selbst war als Gelegenheitsarbeiter und später als Journalist tätig. In den 1950er-, 1960er- und 1970er-Jahren veröffentlichte er einige Gedichtbände.
Im Jahr 1960 kehrte er in seine Heimat, die Republik Kongo (Brazzaville) zurück. Er fand in Kinshasa (demokratische Republik Kongo) eine Anstellung als Chefredakteur der Zeitschrift Congo. Außerdem hatte er enge Kontakte zu Patrice Lumumba, den er sehr bewundert hat. Als Zeichen seiner Bewunderung für den Politiker nannte er seinen ersten Sohn Patrice Felix-Tchicaya (1960–2012).
1961 nahm er seine Tätigkeit bei der UNESCO in Paris auf.
Seit 1989 wird alle zwei Jahre der nach ihm benannte Tchicaya-U-Tam’si-Preis in der marokkanischen Kleinstadt Asilah verliehen, ein Preis für afrikanische Dichtung.

## Schaffen
Tchicaya thematisierte in seiner Lyrik die Enttäuschung von Erwartungen und Hoffnungen nach einer neuen Menschlichkeit in der afrikanischen Gesellschaft. Dabei kennzeichnet seine Poesie ein surrealistischer, bildhafter Sprachstil mit Elementen aus der mündlichen Dichtung.
Eine Romantrilogie Tchicayas erzählt die Geschichte des Kongo vom ausgehenden 19. Jahrhundert bis in die Gegenwart (Ende 20. Jahrhundert) mit all ihren inneren Widersprüchen und ihrer Zerrissenheit.

## Werke (Auswahl)
- Böses Blut. Gedichte. Übersetzung Beate Thill. Rimbaud, Aachen 1993, ISBN 3-89086-914-9.
- Buschfeuer. Gedichte und Falsches Herz. Übersetzung Beate Thill und Heribert Becker. Rimbaud, Aachen 1997, ISBN 3-89086-862-2.
- Musikbogen. Gedichte. Übersetzung Beate Thill. Rimbaud, Aachen 1999, ISBN 3-89086-802-9.
- Les méduses ou les orties de mer. 1982 
  - Das Geheimnis der Medusen. Roman. Übersetzung  Adelheid Witt. Volk & Welt, Berlin 1986, ISBN 3353000488.

## Anthologie
- Welch böses Blut. Ausgewählte Gedichte Rimbaud, Aachen 2000, ISBN 3-89086-761-8 (Auswahl in Deutsch aus Böses Blut, Buschfeuer und Musikbogen, nicht jedoch Falsches Herz).